# Kostel svatého Václava (Broumov)
Kostel svatého Václava v Broumově je jedním z barokních kostelů broumovské skupiny. Stavba chráněná jako národní kulturní památka je dílem Kiliána Ignáce Dientzenhofera.

## Historie
Na místě tohoto kostela, v prostoru u tehdejší dolní brány, začali po vydání Rudolfova majestátu stavět broumovští protestanti svůj kostel. V roce 1618 rozhodl opat broumovského kláštera Wolfgang Selender o uzavření tohoto luteránského kostela. Stížnost luteránů se dostala ke stavovskému sněmu. Na první schůzi sněmu se ale nedostala a další zasedání císař Matyáš zakázal. Dne 23. května 1618 proběhla pražská defenestrace a tím začala první etapa třicetileté války. Běžně se uvádí, že jedním z podnětů k ní – vedle poboření kostela v Hrobu na Teplicku – bylo i uzavření tohoto kostela. K němu však ve skutečnosti došlo až v době pobělohorské r. 1622; předchozí pokusy o uzavření byly neúspěšné.
Luteránský kostel za třicetileté války vyhořel, na jeho místě byla postavena v roce 1676 za opata Tomáše Sartoria kaple svatého Václava, která také vyhořela v roce 1684. O stavbě současného kostela rozhodl opat Otmar Zinke a kostel byl dokončen roku 1729. V roce 1788 byl kostel zrušen, obnoven a znovu užíván pro církevní účely byl od roku 1885.
Po roce 1950 byl kostel uzavřen a sloužil i jako skladiště. Po roce 1989 byl navrácen původnímu poslání, opraven a znovu vysvěcen na svátek patrona 28. září 1995.
Od 1. července 2022 je kostel chráněn národní kulturní památka.

## Architektura
Půdorys kostela je tvaru prodlouženého řeckého kříže se zaoblenými rohy stavby. Nevelký kostel je začleněn do řady domů. Průčelí je rozděleno římsou. V dolní části průčelí je hlavní vstup a průčelí je dvěma toskánskými pilíři rozdělena na tři části, nad vchodem je obloukovité okno a po stranách výklenky.

## Interiér
Fresky uvnitř kostela z roku 1784 jsou od Felixe Antonína Schefflera a je na nich znázorněna apoteóza sv. Václava. Na hlavní oltáři je obraz sv. Václava a sv. Jana Nepomuckého od Wilhelma Kandlera z 19. století.

## Bohoslužby
Bohoslužby se konají ve středu v 17.00.

## Galerie

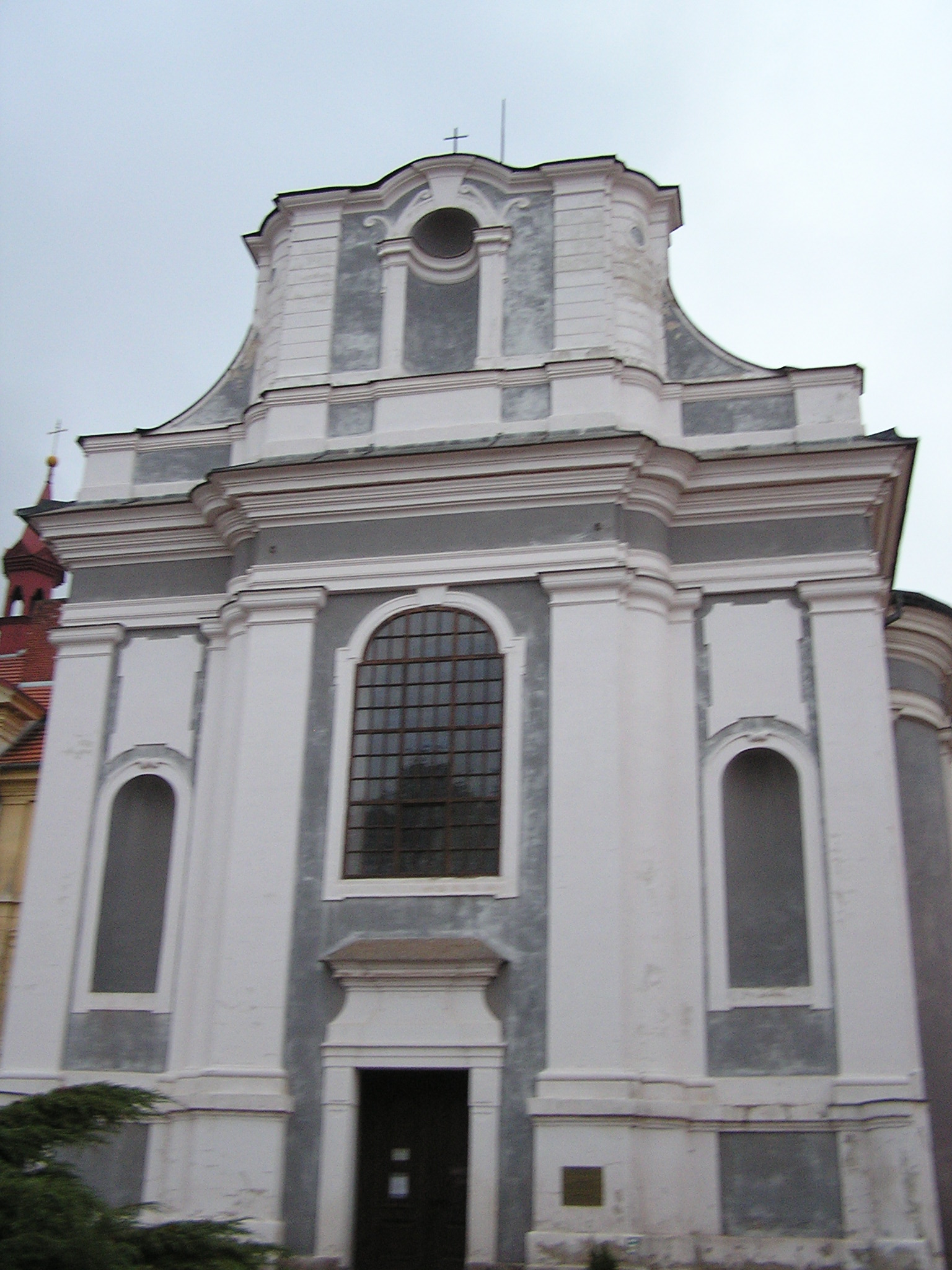
Průčelí kostela
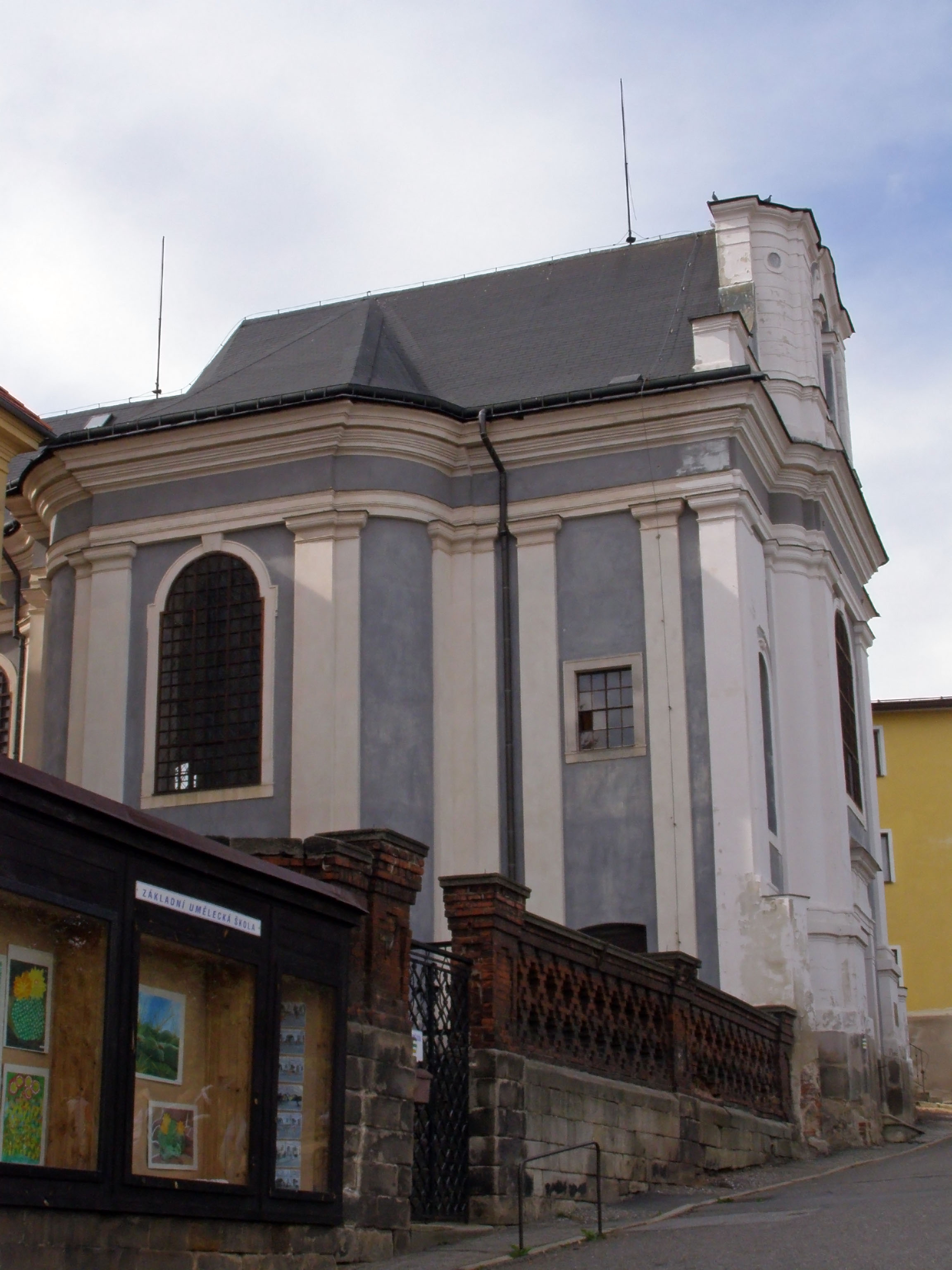
Kostel
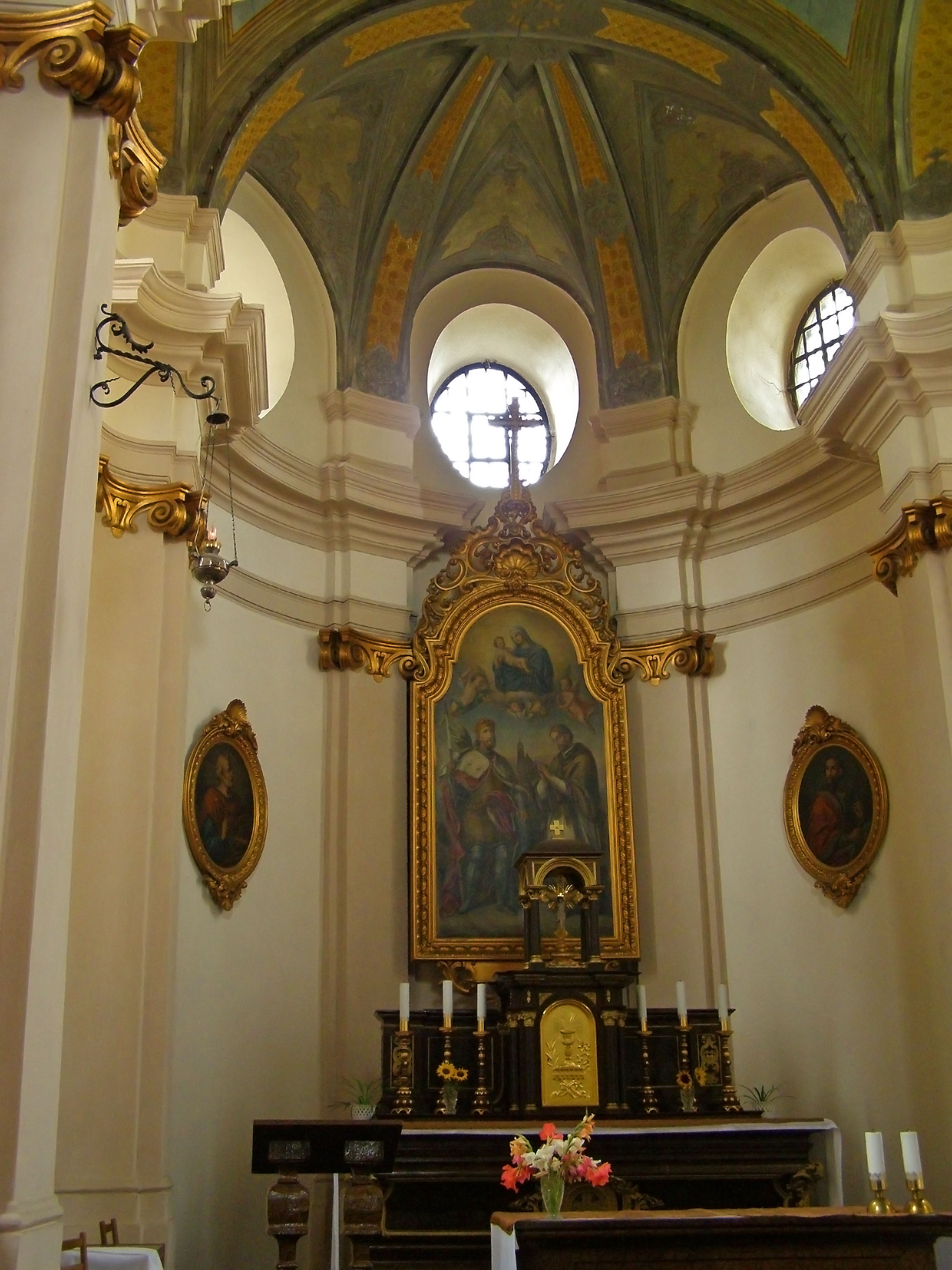
Oltář
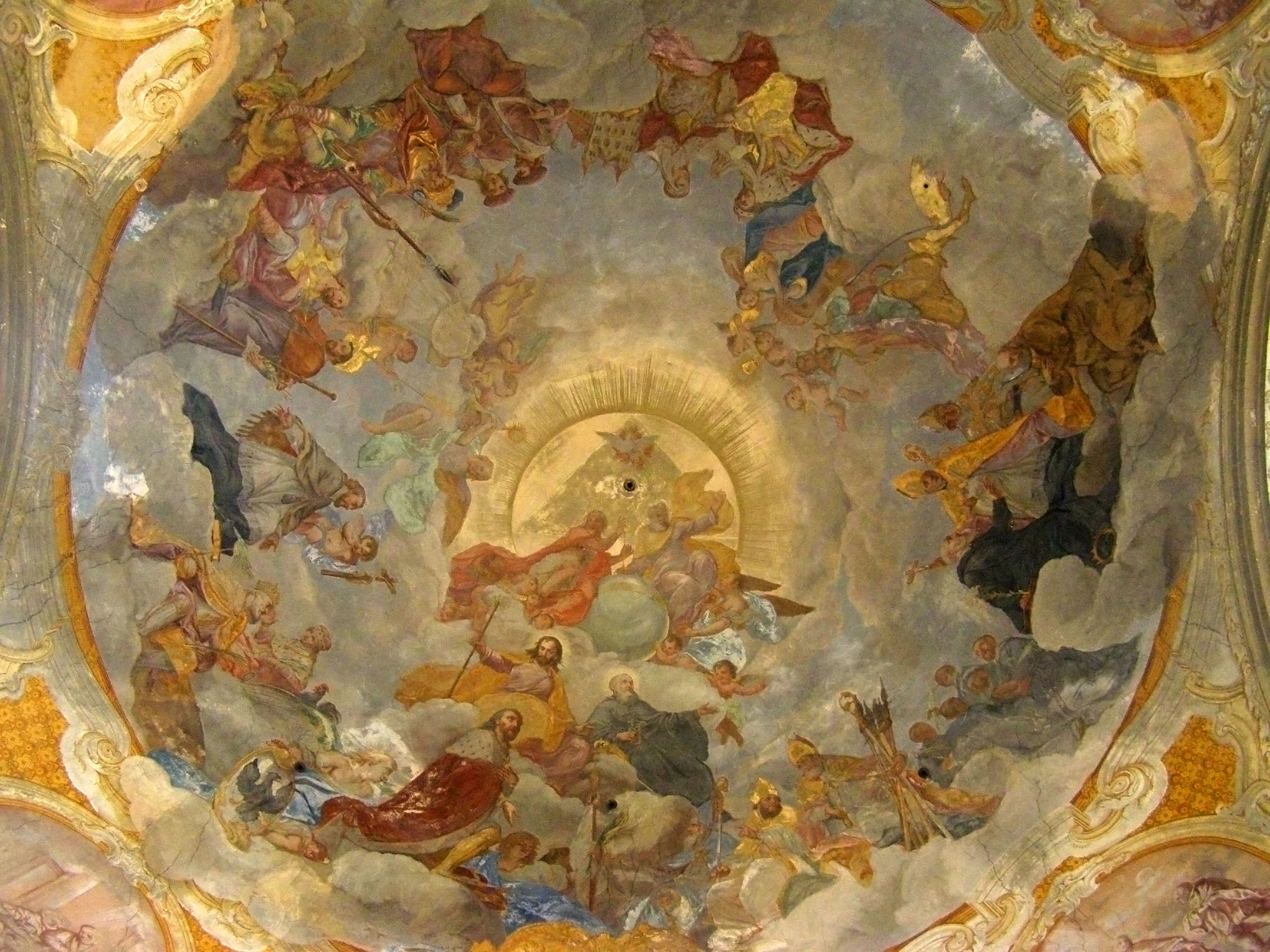
Freska
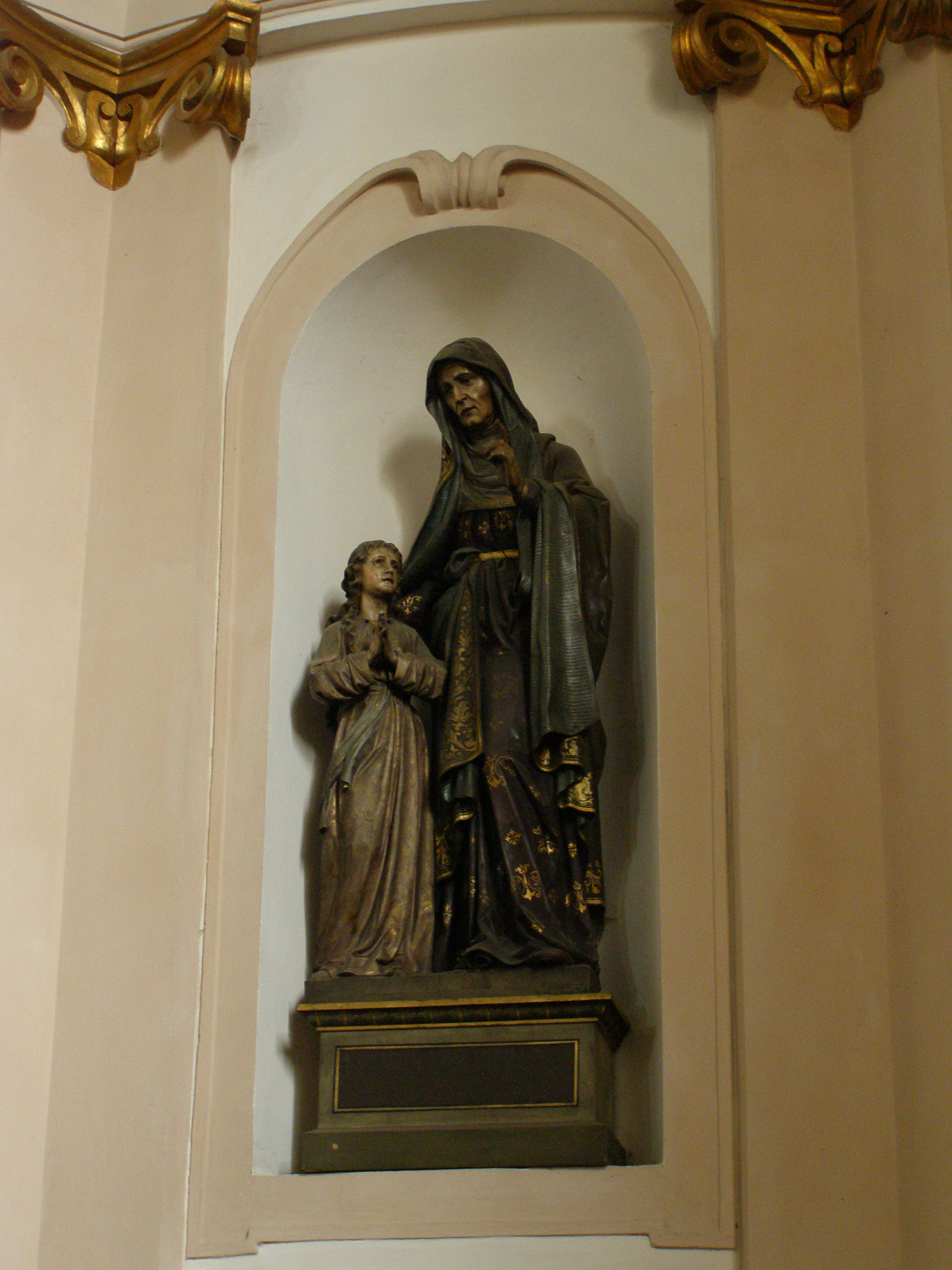
Socha svaté Anny
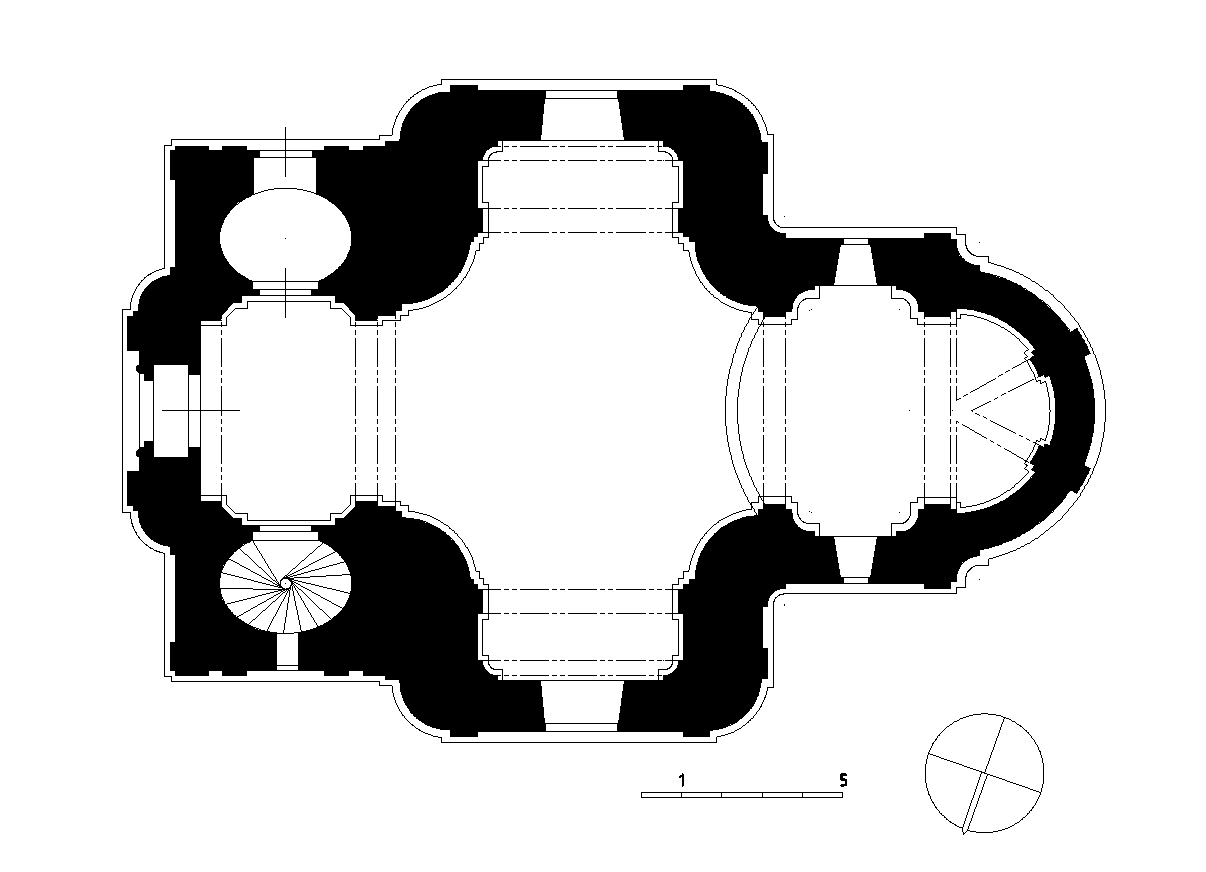
Půdorys